# Ризатдинова, Анна Сергеевна
А́нна Серге́евна Ризатди́нова (укр. Ганна Сергіївна Різатдінова; род. 16 июля 1993, Симферополь, Украина) — украинская гимнастка, бронзовый призёр Олимпиады в Рио-де-Жанейро (2016), чемпионка мира в упражнении с обручем (2013), многократный призёр чемпионатов мира, Европы и летних Универсиад.

## Биография
Анна Ризатдинова родилась в Симферополе в 1993 году. Начала заниматься гимнастикой с 5 лет. Вначале её тренировала мать — Оксана Ризатдинова. Отец Сергей является мастером спорта по плаванию. Вторым наставником была Вероника Беляева. В период спортивной карьеры Ризатдинова жила в Киеве и тренировалась в «Школе Дерюгиных» у Альбины и Ирины Дерюгиных.

### 2008—2012
В 2008 году Татьяна Загородняя, Виктория Мазур и Анна Ризатдинова стали третьими в командном многоборье среди юниоров на чемпионате Европы в Турине. Ризатдинова вошла в пятёрку сильнейших в упражнениях с обручем и лентой, что позволило ей попасть в сборную страны среди взрослых. На двух мировых турнирах подряд украинский коллектив занимал четвёртое место: и в Исэ, и в Москве на пьедестал поднимались представители России, Беларуси и Азербайджана. Континентальное первенство 2009 года в Баку Ризатдинова пропустила. На аналогичном турнире в 2010 году в Бремене она показала 14-й результат в многоборье. Вместе с Максименко она заняла третье место в командном многоборье в Минске, где проходило первенство Европы 2011 года, однако ей не удалось квалифицироваться ни в один из финалов в отдельных видах.
В 2011 году Виктория Мазур, Алина Максименко, Анна Ризатдинова и Виктория Шинкаренко завоевали бронзовые медали на чемпионате мира в Монпелье в командных соревнованиях. В индивидуальном многоборье Анна заняла 18-е место, не получив лицензию на участие в Олимпиаде-2012. Чтобы попасть на Олимпийские игры, ей пришлось пройти дополнительный раунд соревнований в Лондоне в январе 2012 года, в результате которых Ризатдинова стала обладательницей лицензии и впоследствии отправилась на Олимпиаду в ранге первого номера сборной Украины.
В личном первенстве на нижегородском чемпионате Европы 2012 года спортсменка стала восьмой, а на Олимпийских играх — десятой, причём в упражнении с булавами в Лондоне Ризатдинова показала пятый результат.
Сезон 2012 Ризатдинова Анна завершила, выступив на ежегодном клубном чемпионате мира Aeon Cup. Вместе с Викторией Мазур и Анастасией Мульминой они представляли «Школу Дерюгиных», заняв в итоге третье место среди клубов. В индивидуальном многоборье Ризатдинова стала серебряным призёром, уступив только Дарье Дмитриевой из России.
У Ризатдиновой есть несколько медалей других турниров, например, чемпионата Украины (в 2012 году на этом соревновании она завоевала четыре награды высшей пробы).

### 2013 год
В 2013 году на первом этапе Кубка мира в Тарту Ризатдинова победила в многоборье, опередив Мелитину Станюта (Беларусь) и Марину Дурунда (Азербайджан), выиграла ещё одно «золото» в упражнении с обручем и трижды стала серебряным призёром (мяч, булавы, лента).
На последовавших этапах Кубка мира Ризатдинова занимала призовые места. Так, в Лиссабоне она взяла два «серебра» (мяч, булавы) и две «бронзы» (многоборье, обруч), в Пезаро — три «бронзы» (обруч, булавы, лента), в Софии — два «серебра» (булавы, лента) и «бронзу» (обруч), В Корбей-Эсоне победила в многоборье и в финале упражнения с булавами, кроме того, став второй в упражнениях с обручем и лентой и третьей — с мячом. На первых трёх этапах серии Гран-При в Москве, Холоне и Тье Ризатдинова не выступала, на этапах Кубка мира в Минске и Санкт-Петербурге сборная Украины отсутствовала в полном составе. На заключительных соревнованиях в Санкт-Петербурге Ризатдинова была признана лучшей в сезоне 2013 года в упражнениях с обручем и булавами.
На первенстве Европы 2013 года в Вене Ризатдинова завоевала «серебро» в упражнении с лентой и в командном многоборье (Украину в этой дисциплине также представляли Мазур и Максименко). Ризатдинова впервые выступила на Всемирных играх, состоявшихся в колумбийском городе Кали, и попала на пьедестал почёта трижды, став второй в упражнениях с булавами и мячом и одержав победу в соревнованиях с обручем. На Универсиаде в Казани в упражнении с булавами Ризатдинова показала второй результат, а в соревнованиях с обручем и мячом — третий. В индивидуальном многоборье спортсменка тоже заняла третью строчку.
На домашнем чемпионате мира, проходившем в Киеве с 27 августа по 1 сентября, победила в упражнениях с обручем. На церемонии награждения вместо украинского гимна вдруг зазвучал российский. На следующий день после этого случая Ризатдинова стала серебряным призёром в упражнении с лентой, а в третий день соревнований показала второй результат в личном многоборье. По окончании турнира в индивидуальном зачёте Ризатдинова получила специальный приз от компании Longines и титул «Мисс элегантность».
Представив «Школу Дерюгиных» на ежегодном Aeon Cup, Ризатдинова с Викторией Мазур и Элеонорой Романовой завоевали «бронзу». В индивидуальном многоборье Ризатдинова заняла четвёртое место.

### 2014 год
Пропустив первый в 2014 году турнир серии Гран-При в Москве, Ризатдинова выступила в Тье («золото» за упражнение с лентой, «серебро» — за мяч и две «бронзы» — за обруч и булавы), а также на этапах Кубка мира в Дебрецене (два «серебра» — в многоборье и в финале упражнения с булавами, «золото» — за мяч) и Штутгарте («бронза» за упражнение с мячом совместно с Маргаритой Мамун). На соревнованиях в Холоне и Лиссабоне Ризатдинова не выступала, а на очередных этапах Кубка мира в Пезаро (третье место в многоборье и финалах упражнений с обручем и лентой) и Корбей-Эсоне (два «золота» (обруч и мяч) и две «бронзы» — в многоборье и за упражнение с лентой) вновь была в числе призёров. На этапах Кубка мира в Ташкенте, Минске, Софии и Казани Ризатдинова не принимала участия; на чемпионате Европы в Баку стала бронзовым призёром в абсолютном первенстве.
На чемпионате мира в Измире Ризатдинова и её соотечественницы Виктория Мазур и Элеонора Романова заняли третье место в состязаниях среди команд. Попав во все финалы, Ризатдинова стала четвёртой в упражнениях с обручем и мячом и завоевала три «бронзы» — с булавами, лентой и в индивидуальном многоборье.
На соревнованиях среди клубов Aeon Cup Анна Ризатдинова, Элеонора Романова и Мария Мулик стали бронзовыми призёрами. В индивидуальном многоборье Ризатдинова повторила прошлогодний результат, став четвёртой.

### 2015 год
За год выступила на трёх этапах Кубка мира: в Пезаро («бронза» за булавы, «серебро» за ленту), Будапеште («серебро» за булавы, «золото» за ленту) и Софии (пять бронзовых медалей — многоборье, обруч, мяч, булавы, лента), пропустив соревнования в Лиссабоне, Бухаресте, Ташкенте и Казани. На этапах Гран-При в Тье Анна выиграла четыре золотых медали (многоборье, мяч, булавы, лента) и одну серебряную (обруч), в Холоне — по одной серебряной (булавы) и золотой (лента).
В мае на чемпионате Европы в Минске Ризатдинова с Элеонорой Романовой и Викторией Мазур стали третьими в командном многоборье, в финалах отдельных видов Ризатдинова стала серебряным призёром в упражнении с булавами.
В составе сборной Украины Ризатдинова вместе с Элеонорой Романовой, Анастасией Возняк, Евгенией Гомон, Александрой Гридасовой, Валерией Гудым и Еленой Дмитраш принимала участие в І Европейских играх в Баку, где была четвёртой в многоборье и завоевала две серебряные медали в финалах упражнений с мячом и булавами.
На летней Универсиаде в Кванджу Ризатдинова завоевала четыре медали: «золото» в упражнении с булавами, «серебро» в индивидуальном многоборье и упражнении с мячом, «бронзу» в упражнении с лентой; в упражнении с обручем она была четвёртой.
В Штутгарте на чемпионате мира, выступая вместе с Элеонорой Романовой и Викторией Мазур, завоевала бронзовую медаль в командном многоборье. В финалах отдельных видов трижды стала бронзовым призёром (обруч, булавы, лента). По результатам индивидуального многоборья, набрав в сумме 71,541 балла (обруч — 17,675, мяч — 18,550, булавы — 17,033, лента — 18,283), Ризатдинова заняла пятую строчку и получила лицензию на участие в Олимпийских играх 2016 года в Рио-де-Жанейро.
На Aeon Cup дважды стала серебряным призёром: в индивидуальном многоборье и в командном (совместно с Викторией Мазур и Алёной Дьяченко).

### 2016 год

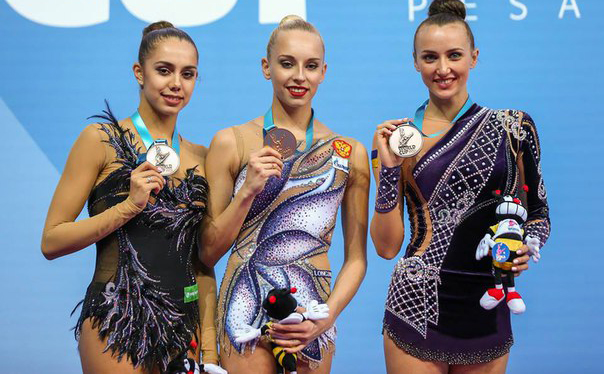
Ризатдинова (справа) на кубке мира по художественной гимнастике 2016

Сезон 2016 года Ризатдинова начала с участия в международных турнирах L.A. Lights («золото» в многоборье) и Miss Valentine (пять золотых медалей во всех видах программы).
Первый этап серии Гран-При в Москве Ризатдинова пропустила, на втором этапе в Тье заняла четвёртую строчку в многоборье и стала призёром в двух отдельных видах («серебро» за булавы, «бронза» за ленту).
На первом этапе Кубка мира в Эспоо заняла третье место в многоборье; в отдельных видах — два «золота» (обруч, лента), «серебро» (булавы), «бронза» (мяч). На втором этапе в Лиссабоне завоевала четыре медали: две золотых — за булавы и ленту, две серебряных — за многоборье и обруч. На третьем этапе в Пезаро стала третьей в многоборье и выиграла три медали в отдельных видах: две золотые (мяч и лента) и одну серебряную (обруч). Пропустив этапы Кубка мира в Минске и Ташкенте, выступила затем на шестом этапе в Софии («серебро» в многоборье, упражнениях с мячом и булавами, «золото» за упражнение с обручем) и седьмом в Гвадалахаре (три «бронзы» — многоборье, обруч, булавы, и «серебро» за мяч; за выступления в отдельных видах с булавами и мячом впервые за цикл 2013—2016 гг. получила оценку в 19 баллов по 20-балльной системе). На восьмом этапе Кубка мира в Берлине стала пятой в многоборье, в отдельных видах выиграла два «золота» (обруч (совместно с Мелитиной Станюта) и булавы) и «серебро» (лента). На девятом этапе в Казани и в финале Кубка мира в Баку украинская сборная не принимала участия.
На чемпионате Европы в Холоне, где в индивидуальной программе гимнастки выступали только в многоборье, Ризатдинова завоевала бронзовую медаль, набрав в общей сумме 75,299 баллов (на текущий момент её личный рекорд).
20 августа 2016 года на летней олимпиаде в Рио-де-Жанейро завоевала бронзовую медаль в индивидуальном абсолютном первенстве (73,583 балла), пропустив вперёд россиянок Маргариту Мамун (76,483) и Яну Кудрявцеву (75,608).
На клубном чемпионате мира Aeon Cup стала серебряным призёром в индивидуальном многоборье, набрав 74,866 балла, и бронзовым в командном (с Викторией Мазур и Алёной Дьяченко).

### 2017 год
В 2017 году Анна Ризатдинова стартовала на втором этапе Гран-При, проходившем в Киеве. Она выступила в многоборье, выполнив упражнение с обручем, после чего снялась с соревнований, сославшись на обострение давней травмы стопы. Позже Ризатдинова заявила, что после восстановления намерена продолжить спортивную карьеру.

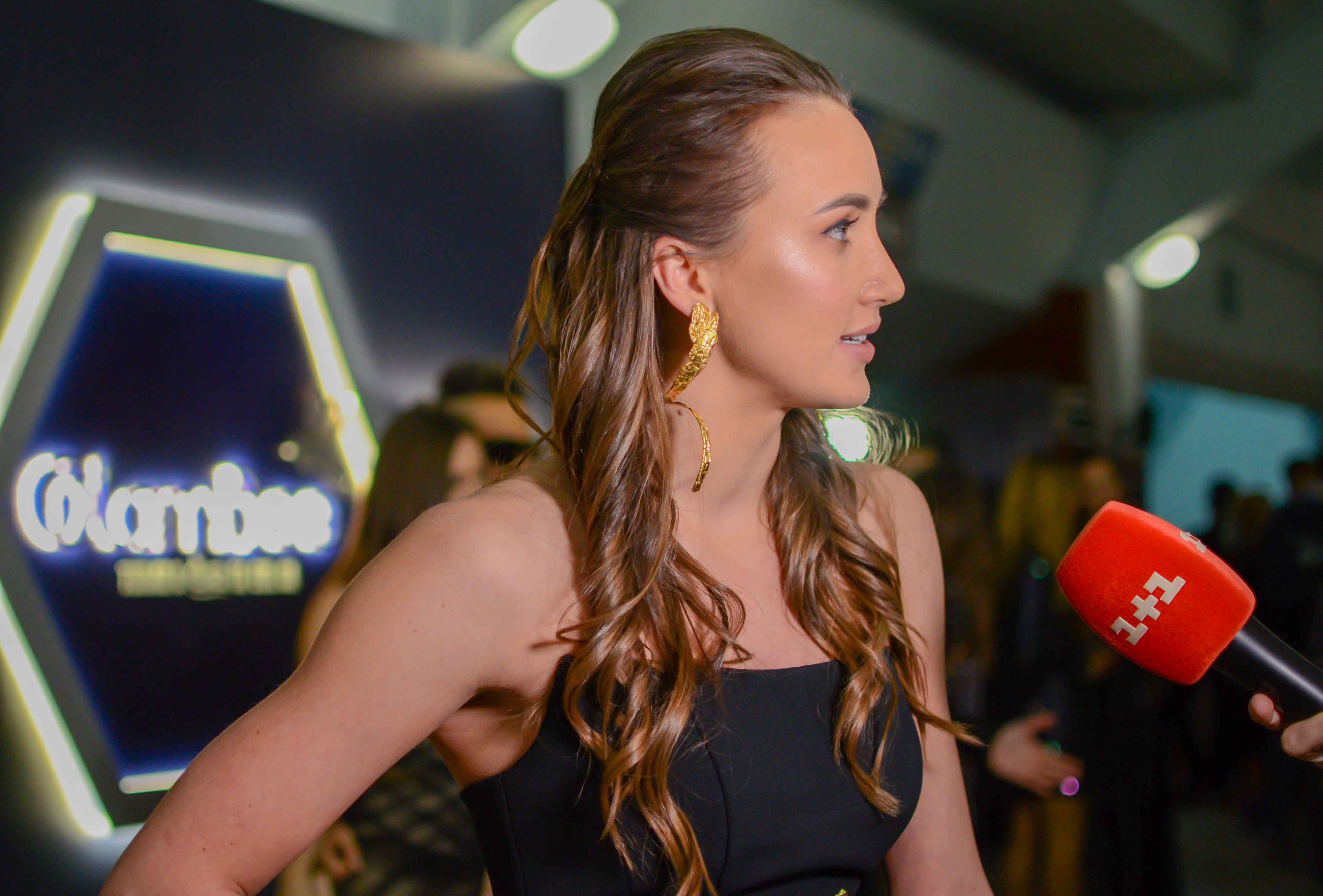
Ризатдинова на фестивале M1 Music Awards 2019

В течение сезона Ризатдинова проводила мастер-классы для юных гимнасток, а в начале осени присутствовала на чемпионате мира в Пезаро. Тогда же стало известно, что Ризатдинова беременна, и 12 ноября она родила сына Романа. Отец ребёнка — Александр Онищенко.

## Государственные награды
- Орден княгини Ольги III степени (25 августа 2013) — за достижение значительных спортивных результатов на XXVII Всемирной летней Универсиаде в Казани, проявленные самоотверженность и волю к победе, подъём международного авторитета Украины[40].
- Орден княгини Ольги ІІ степени (4 октября 2016) — за достижение высоких спортивных результатов на ХХХІ летних Олимпийских играх в Бразилии, проявленные самоотверженность и волю к победе[41].
- Заслуженный работник физической культуры и спорта Автономной Республики Крым (11 сентября 2013) — За значительный личный вклад в развитие физической культуры и спорта в Автономной Республике Крым, популяризацию здорового образа жизни, многолетний добросовестный труд, высокий профессионализм и в связи с Днем физической культуры и спорта[42]